# 隆松
隆松（法語：Lonçon，法語發音：[lɔ̃sɔ̃]）是法国大西洋比利牛斯省的一个市镇，属于波城区。

## 地理
隆松（43°28'11"N, 0°25'31"W）面积5.52 平方千米，位于法国新阿基坦大区大西洋比利牛斯省，该省份为法国东南部省份，涵盖了贝阿恩与北巴斯克，西临大西洋比斯開灣，北至朗德省，东北接热尔省，东临上比利牛斯省，南与西班牙接壤。
与隆松接壤的市镇（或旧市镇、城区）包括：布尔诺斯、杜米、菲舒斯-里于马尤、拉勒勒、米亚洛斯、莫马斯、塞比。

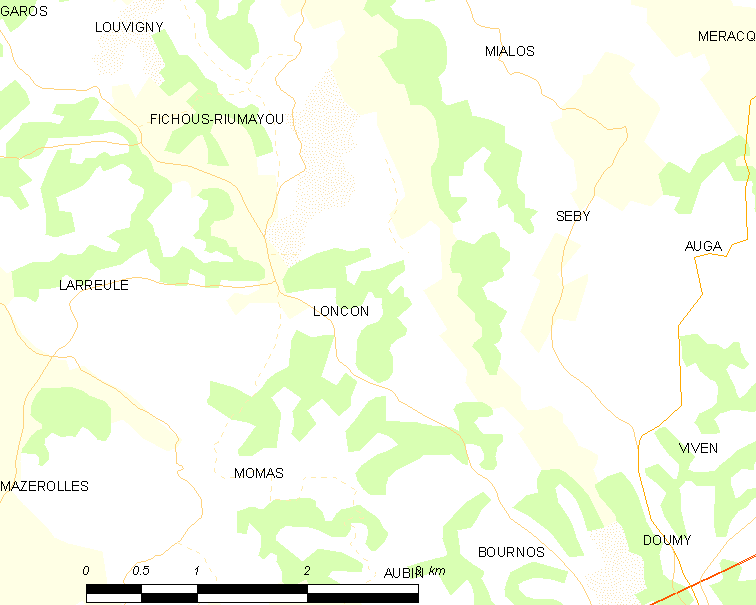
隆松的OSM定位图

隆松的时区为UTC+01:00、UTC+02:00（夏令时）。

## 行政
隆松的邮政编码为64410，INSEE市镇编码为64347。

## 政治
隆松所属的省级选区为阿尔蒂克斯和苏贝斯特尔地区县。

## 人口

1962-2008年间隆松人口变化图示

隆松于2022年1月1日时的人口数量为222人。